# Chelmsford Limited
Chelmsford Limited war ein britischer Hersteller von Automobilen und Nutzfahrzeugen.

## Unternehmensgeschichte
Das Unternehmen entstand 1902 als Nachfolgeunternehmen von Clarkson & Capel Steam Car Syndicate aus London. Thomas Clarkson leitete das Unternehmen. Der Firmensitz war in Chelmsford. Die Produktion von Kraftfahrzeugen wurde fortgesetzt, wobei der Nutzfahrzeugbereich deutlich wichtiger war als der Pkw-Bereich. Der Markenname lautete nun Chelmsford. 1903 endete die Pkw-Produktion. 1909 kam es zur Gründung einer Tochtergesellschaft namens National Steam Car Company als Verkehrsbetrieb in London. 1920 wurde das Unternehmen aufgelöst. Clarkson gründete daraufhin Clarkson Steam Motors Ltd., die bis 1925 aktiv war.

## Fahrzeuge

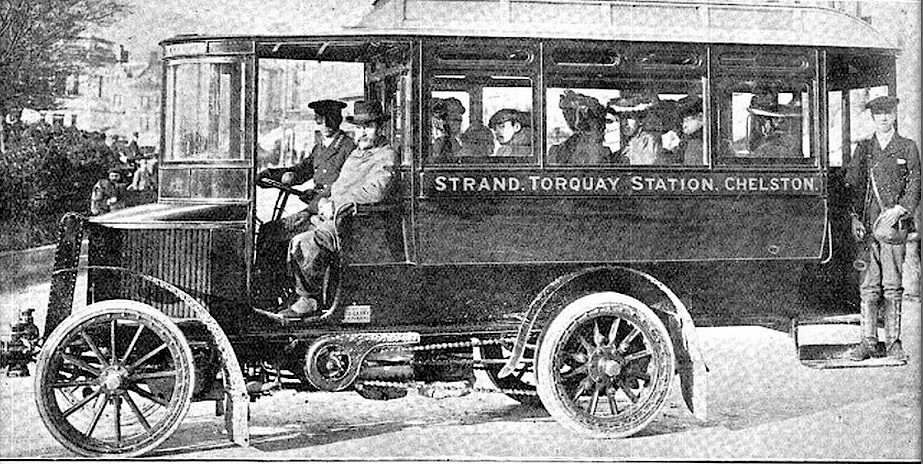
Chelmsford Omnibus, ca. 1903.

Das Unternehmen stellte Dampfwagen her. Die Pkw erhielten Zweizylindermotoren mit 12 PS Leistung. Bei den Nutzfahrzeugen handelte es sich überwiegend um Omnibusse. Daneben entstanden einige Lastkraftwagen.